# Enrico V di Meclemburgo-Schwerin
Enrico V di Meclemburgo-Schwerin (Schwerin, 3 maggio 1479 – Schwerin, 6 febbraio 1552) fu duca di Meclemburgo-Schwerin dal 1503 fino alla sua morte.

## Biografia
Enrico V di Meclemburgo-Schwerin nacque a Schwerin il 3 maggio 1479 ed era figlio di Magnus II e della moglie Sofia di Pomerania.
Alla morte del padre, avvenuta nel 1503, governò nel ducato insieme ai fratelli Alberto ed Eric, ed allo zio Baldassarre. Alla morte di Eric e di Baldassarre, entrambi senza eredi, i due fratelli si trovarono a governare l'intero Meclemburgo.
Il 7 maggio 1520 venne stipulato tra i due fratelli un contratto che sancì la divisione formale e territoriale del ducato di Meclemburgo. A Enrico venne affidato il Meclemburgo-Schwerin, mentre Alberto divenne duca di Meclemburgo-Güstrow.
Durante il suo regno prese avvio la Riforma protestante. Enrico si dimostrò favorevole alle tesi di Martin Lutero, infatti a partire dal 1524 fu in corrispondenza con lui. Partecipò alla Lega di Torgau, fondata nel 1526, ed a partire dal 1532 iniziò ad appoggiare Lutero apertamente.

## Matrimoni ed eredi
Enrico si sposò tre volte. La prima volta sposò Ursula del Brandeburgo (17 ottobre 1488 – 18 settembre 1510), figlia dell'elettore Giovanni Cicerone di Brandeburgo, il 12 dicembre 1505. Ebbero tre figli:
- Magnus (1509–1550), duca di Meclemburgo-Schwerin, amministratore del principato vescovile di Schwerin, e dal 1532 vescovo di Schwerin.
- Sofia (1508–1541), che sposò il duca Ernesto I di Brunswick-Lüneburg.
- Ursula († 1586), ultima badessa del monastero delle monache clarisse a Ribnitz.

Il secondo matrimonio di Enrico, avvenne il 12 giugno 1513, con Elena del Palatinato (1493 – 4 agosto 1524), figlia dell'elettore palatino Filippo, dalla quale ebbe tre figli:
- Filippo (1514–1557), duca di Meclemburgo-Schwerin
- Margherita (morta nel 1586), che sposò il duca Enrico II di Münsterberg-Oels.
- Caterina (morta nel 1586), che sposò il duca Federico III di Legnica.

Il terzo matrimonio fu con Ursula (morta dopo il 1565), figlia di Magnus I di Sassonia-Lauenburg e di Caterina di Braunschweig-Lüneburg. da questo matrimonio non nacquero figli.

## Ascendenza
|                                   |                                   |                                 | Genitori                       |  |  | Nonni |  |  | Bisnonni                            |  |  | Trisnonni                        |  |
|                                   |                                   |                                 |                                |  |  |       |  |  | Giovanni IV di Meclemburgo-Schwerin |  |  | Magnus I di Meclemburgo-Schwerin |  |
|                                   |                                   |                                 |                                |  |  |       |  |  | Giovanni IV di Meclemburgo-Schwerin |  |  | Magnus I di Meclemburgo-Schwerin |  |
|                                   |                                   | Elisabetta di Pomerania-Wolgast |                                |  |  |       |  |  | Giovanni IV di Meclemburgo-Schwerin |  |  |                                  |  |
| Enrico IV di Meclemburgo-Schwerin |                                   |                                 |                                |  |  |       |  |  | Giovanni IV di Meclemburgo-Schwerin |  |  |                                  |  |
|                                   |                                   | Caterina di Sassonia-Lauenburg  | Eric IV di Sassonia-Lauenburg  |  |  |       |  |  |                                     |  |  |                                  |  |
|                                   |                                   | Caterina di Sassonia-Lauenburg  | Eric IV di Sassonia-Lauenburg  |  |  |       |  |  |                                     |  |  |                                  |  |
|                                   |                                   | Caterina di Sassonia-Lauenburg  | Sofia di Braunschweig-Lüneburg |  |  |       |  |  |                                     |  |  |                                  |  |
| Magnus II di Meclemburgo-Schwerin |                                   | Caterina di Sassonia-Lauenburg  |                                |  |  |       |  |  |                                     |  |  |                                  |  |
|                                   |                                   | Federico I di Brandeburgo       | Federico V di Norimberga       |  |  |       |  |  |                                     |  |  |                                  |  |
|                                   |                                   | Federico I di Brandeburgo       | Federico V di Norimberga       |  |  |       |  |  |                                     |  |  |                                  |  |
|                                   |                                   | Federico I di Brandeburgo       | Elisabetta di Meißen           |  |  |       |  |  |                                     |  |  |                                  |  |
| Dorotea di Brandeburgo            |                                   | Federico I di Brandeburgo       |                                |  |  |       |  |  |                                     |  |  |                                  |  |
|                                   |                                   | Elisabetta di Baviera-Landshut  | Federico di Baviera-Landshut   |  |  |       |  |  |                                     |  |  |                                  |  |
|                                   |                                   | Elisabetta di Baviera-Landshut  | Federico di Baviera-Landshut   |  |  |       |  |  |                                     |  |  |                                  |  |
|                                   |                                   | Elisabetta di Baviera-Landshut  | Isabella d'Aragona             |  |  |       |  |  |                                     |  |  |                                  |  |
| Enrico V di Meclemburgo-Schwerin  |                                   | Elisabetta di Baviera-Landshut  |                                |  |  |       |  |  |                                     |  |  |                                  |  |
|                                   | Vartislao IX di Pomerania-Wolgast | …                               |                                |  |  |       |  |  |                                     |  |  |                                  |  |
|                                   | Vartislao IX di Pomerania-Wolgast | …                               |                                |  |  |       |  |  |                                     |  |  |                                  |  |
|                                   | Vartislao IX di Pomerania-Wolgast | …                               |                                |  |  |       |  |  |                                     |  |  |                                  |  |
| Eric II di Pomerania-Wolgast      | Vartislao IX di Pomerania-Wolgast |                                 |                                |  |  |       |  |  |                                     |  |  |                                  |  |
|                                   |                                   | Sofia di Sassonia-Lauenburg     | Eric IV di Sassonia-Lauenburg  |  |  |       |  |  |                                     |  |  |                                  |  |
|                                   |                                   | Sofia di Sassonia-Lauenburg     | Eric IV di Sassonia-Lauenburg  |  |  |       |  |  |                                     |  |  |                                  |  |
|                                   |                                   | Sofia di Sassonia-Lauenburg     | Sofia di Braunschweig-Lüneburg |  |  |       |  |  |                                     |  |  |                                  |  |
| Sofia di Pomerania-Wolgast        |                                   | Sofia di Sassonia-Lauenburg     |                                |  |  |       |  |  |                                     |  |  |                                  |  |
|                                   |                                   | Boghislao IX di Pomerania-Stolp | …                              |  |  |       |  |  |                                     |  |  |                                  |  |
|                                   |                                   | Boghislao IX di Pomerania-Stolp | …                              |  |  |       |  |  |                                     |  |  |                                  |  |
|                                   |                                   | Boghislao IX di Pomerania-Stolp | …                              |  |  |       |  |  |                                     |  |  |                                  |  |
| Sofia di Pomerania-Stolp          |                                   | Boghislao IX di Pomerania-Stolp |                                |  |  |       |  |  |                                     |  |  |                                  |  |
|                                   |                                   | Maria di Masovia                | Siemowit IV di Masovia         |  |  |       |  |  |                                     |  |  |                                  |  |
|                                   |                                   | Maria di Masovia                | Siemowit IV di Masovia         |  |  |       |  |  |                                     |  |  |                                  |  |
|                                   |                                   | Maria di Masovia                | Alessandra di Lituania         |  |  |       |  |  |                                     |  |  |                                  |  |
|                                   |                                   | Maria di Masovia                |                                |  |  |       |  |  |                                     |  |  |                                  |  |

## Fonti
- (DE) Ludwig Fromm, Henry V, Duke of Mecklenburg-Schwerin, in Allgemeine Deutsche Biographie, vol. 11, Lipsia, Duncker & Humblot, 1880,  p. 542  s.
- (DE) Hildegard Thierfelder, Henry V, the Peaceful, in Neue Deutsche Biographie, vol. 8, Berlin, Duncker & Humblot, 1969, ISBN 3-428-00189-3,  pp. 372 (online).
- Friedrich Wigger: Genealogies of the Grand Ducal House of Mecklenburg, in: Annals of the Association for Mecklenburg's history and archeology, vol 50, Schwerin, 1885, p. 111-326. (digitized)